# 裴枢
裴 枢（はい すう、841年 - 905年）は、唐末の官僚・政治家。字は紀聖。本貫は絳州聞喜県。

## 経歴
裴寅（裴向の子）の子として生まれた。咸通12年（871年）、進士に及第した。宰相の杜審権が河中府に出向すると、裴枢は召し出されて従事となった。秘書省校書郎に任じられ、藍田県尉に転じた。弘文館に宿直し、大学士の王鐸の知遇を受けた。王鐸が宰相を罷免されて失職すると、裴枢も長らくのあいだ任用されなかった。広明元年（880年）、僖宗に従って成都府に避難し、御史中丞の李煥の推薦により殿中侍御史となり、起居郎に転じた。中和元年（881年）、王鐸が再び任用されると、旧恩により裴枢は鄭滑掌書記・検校司封郎中となり、金紫光禄大夫の位を受けた。入朝して兵部員外郎・吏部員外郎を歴任した。龍紀元年（889年）、給事中に抜擢された。京兆尹に転じた。宰相の孔緯に奨励を受けた。大順元年（890年）、孔緯が軍事的失敗のために左遷されると、裴枢は連座して太子右庶子となり、ほどなく歙州刺史として出向した。乾寧元年（894年）、入朝して右散騎常侍となった。乾寧3年（896年）、昭宗の華州への行幸に従って、汴州宣諭使となった。
かつて裴枢は歙州刺史を退任して帰朝する途中、汴州に立ち寄った。ときに朱全忠が兵威をふるっていたことから、裴枢は朱全忠に兄事し、朱全忠も裴枢を重んじた。裴枢が詔を朱全忠に伝えると、朱全忠は朝廷の意を受けて奉献物を相次いで送り、昭宗を喜ばせた。裴枢は兵部侍郎に任じられた。崔胤が長安で政権を握り、やはり朱全忠についていたので、裴枢は崔胤と結びつくこととなった。光化2年（899年）、裴枢は吏部侍郎となった。光化3年（900年）、中書侍郎・同中書門下平章事（宰相）となり、判戸部事をつとめた。この年の冬、崔胤が宰相から退任すると、裴枢もまた宰相から退任して工部尚書となった。天復3年（903年）、昭宗が鳳翔府から長安に帰ると、裴枢は検校尚書右僕射・同平章事となり、広州刺史・清海軍節度使として出向することになった。朱全忠が裴枢を長安に留めるよう言上したため、ほどなく裴枢は門下侍郎に任じられ、監修国史をつとめた。さらに吏部尚書を兼ね、判度支をつとめた。天復4年（904年）、崔胤が殺害されたが、裴枢は朱全忠との仲が良かったため、宰相の地位に留まった。昭宗に従って洛陽に移り、陝州に駐屯した。尚書右僕射・弘文館大学士・太清宮使に進み、諸道塩鉄転運使をつとめた。
天祐元年（同年）、哀帝が即位すると、柳璨が洛陽の朝廷で権力を握った。朱全忠は牙将の張廷範を太常寺卿として任用しようと上奏した。宰相たちが会議したが、裴枢は張廷範について地方で武力を振るう勲臣であって、礼楽をつかさどる卿にふさわしくないとして却下した。まもなく朱全忠が裴枢の発言を聞くと、歯をきしらせて怒った。柳璨は朱全忠の意を受けて裴枢を退任させることにした。天祐2年（905年）、裴枢は宰相から罷免され、尚書左僕射に任じられた。5月、責めを受けて朝散大夫・登州刺史に出された。ほどなくさらに瀧州司戸参軍に左遷された。6月11日、滑州に到着すると、朱全忠は人を派遣して白馬駅で裴枢らを殺し、遺体を河に投げ捨てた（白馬の禍）。享年は65。

## 伝記資料
- 『旧唐書』巻113 列伝第63
- 『新唐書』巻140 列伝第65